# Rancho Viejo, Tlalnelhuayocan
Rancho Viejo är en ort i Mexiko.   Den ligger i kommunen Tlalnelhuayocan och delstaten Veracruz, i den sydöstra delen av landet, 230 km öster om huvudstaden Mexico City. Rancho Viejo ligger 1 452 meter över havet och antalet invånare är 885.
Terrängen runt Rancho Viejo är huvudsakligen kuperad, men västerut är den bergig. Runt Rancho Viejo är det ganska tätbefolkat, med 100 invånare per kvadratkilometer. Närmaste större samhälle är Xalapa, 6,5 km öster om Rancho Viejo. I omgivningarna runt Rancho Viejo växer i huvudsak städsegrön lövskog.